# فورت‌هایزن
فورت‌هایزن (به هلندی: Voorthuizen) یک منطقهٔ مسکونی در هلند است که در بارنه‌فلد واقع شده‌است. فورت‌هایزن ۱۰٫۰۹۰ نفر جمعیت دارد.